# Robert Varnhagen
Robert Varnhagen (* 14. Mai 1818 in Arolsen; † 31. Dezember 1903 ebenda) war ein deutscher Jurist und Politiker.

## Leben
Varnhagen war der Sohn des Justizrates Dr. jur. Friedrich Varnhagen (1779–1827) und dessen Ehefrau Juliane Luise Friederike, geborenen Krüger (1785–1832), Tochter des fürstlichen Hofapothekers in Arolsen Johann Dieterich Krüger. Ein Bruder seines Vaters war der Oberstlieutenant imd Forstrat in Brasilien, Ludwig Wilhelm Varnhagen (1783–1842); dessen Sohn, der brasilianische Historiker Francisco Adolfo de Varnhagen war Robert Varnhagens Cousin.
Als jüngstes Kind hatte Robert Varnhagen mehrere, teils im Jugendalter verstorbene Geschwister. Die älteste seiner Schwestern, Caroline Friederike Doris Varnhagen (1807–1887), heiratete 1827 Johann Karl Heinrich Reichardt in Gera; eine andere, Elisa Ismene Caroline Ernestine Varnhagen (1809–1867), heiratete 1836 Elias Ruelberg. Sein Bruder Hermann Leberecht Varnhagen (* 7. März 1816 in Arolsen; † 7. April 1873 im schweizerischen Waldau) studierte Kameralia in Greifswald und entwickelte als Dirigent einer Zuckerfabrik in Mukrena bei Alsleben ein Verfahren zur Herstellung von Kohle aus Melasse. 1846 wurde er Direktor der Pesti czukorgyár-egyesület, der Ersten Pester Zucker-Fabrikations-Gesellschaft im ungarischen Pesth und erwarb ein Rittergut. In Alsleben heiratete er am 14. Juni 1840 Charlotte Emilie, geb. Wiesing (* 11. Januar 1819 in Alsleben; † 14. September 1875 in Dresden). 1868 ließ sich Hermann Varnhagen mit ihr in Dresden nieder, er verstarb 1873 wohl während eines Sanatoriumsaufenthalts in der Schweiz.
Robert Varnhagen heiratete am 18. Mai 1857 in Lippstadt in erster Ehe Auguste Schmitz. Am 22. Juli 1869 heiratete er in Arolsen in zweiter Ehe Hedwig Kneuper. Aus der ersten Ehe ging der Sohn Hermann Varnhagen, aus der zweiten Ehe der Sohn Oskar Varnhagen hervor.
Varnhagen studierte nach dem Besuch des Gymnasiums in Korbach Rechtswissenschaften und Kameralistik in Jena und Tübingen. Während seines Studiums wurde er 1840 Mitglied der Jenaischen Burschenschaft, der Burschenschaft auf dem Fürstenkeller und der Burschenschaft Germania Tübingen. Er wurde zum Dr. iur. promoviert. 1848 bis 1850 war er Herausgeber des Waldeckschen Volksboten. Er war von 1848 bis 1851 und von 1892 bis 1894 Abgeordneter der Nationalliberalen Partei im Landtag (Waldeck-Pyrmont), davon wirkte er mehrere Jahre als Landtagspräsident. 1852 war er drittes verantwortliches Mitglied der Regierung und Dirigent der Abteilung Finanzen im Kabinett Winterberg, 1853 bis 1867 war er auch für die Abteilung Domänen- und Forstsachen zuständig. 1868 wurde er Direktor der fürstlich-waldeckschen Dominialverwaltung und war 1873 auch Konsistorialdirektor in Arolsen. 1887 ging er in den Ruhestand. 1891 bis 1897 war er Mitglied der Landessynode der Evangelischen Landeskirche der Fürstentümer Waldeck und Pyrmont.

## Ehrungen
- 1866: Geheimer Regierungsrat
- 1871: Waldeckscher Verdienstorden, 1. und 2. Klasse
- 1878: Geheimer Rat